# SMS Preussen (1903)
O SMS Preussen foi um couraçado pré-dreadnought operado inicialmente pela Marinha Imperial Alemã e depois também pela sucessora Marinha do Império. Foi a quarta embarcação da Classe Braunschweig, depois do SMS Braunschweig, SMS Elsass e SMS Hessen, e seguido pelo SMS Lothringen. Sua construção começou em abril de 1902 nos estaleiros da AG Vulcan Stettin e foi lançado ao mar em outubro do ano seguinte, sendo comissionado na frota alemã em julho de 1905. Era armado com uma bateria principal composta por quatro canhões de 283 milímetros, tinha um deslocamento de mais de catorze mil toneladas e alcançava uma velocidade de dezoito nós (33 quilômetros por hora).
O Preussen teve uma carreira tranquila em tempos de paz, ocupando-se principalmente de exercícios de rotina e visitas portos estrangeiros. Seria descomissionado em 1914, porém o início da Primeira Guerra Mundial o manteve em serviço, sendo usado como um navio de defesa de costa no Mar do Norte e Mar Báltico até ser tirado de serviço em 1917. Pelo restante do conflito foi usado como navio auxiliar de submarinos. Ele foi mantido pela Alemanha depois do fim da guerra, sendo convertido em depósito flutuante para draga-minas. Foi descartado em 1929 e desmontado em 1931, porém um pedaço de seu casco foi mantido como alvo de tiro, sendo afundado em 1945 e desmontado em 1954.